# Little Saint Patrick River
Little Saint Patrick River är ett vattendrag i Grenada.   Det ligger i parishen Saint Patrick, i den norra delen av landet, 21 km nordost om huvudstaden Saint George's. Little Saint Patrick River ligger på ön Grenada.